# Leopold Kohr
Leopold Kohr (Oberndorf bei Salzburg, 5 ottobre 1909 – Gloucester, 26 febbraio 1994) è stato un economista, giurista e politologo statunitense.
Noto per il suo sostegno ad una politica di decentramento e la sua opposizione al "culto della grandezza" nel campo dell'organizzazione sociale, è tra gli ispiratori del movimento del piccolo è bello. Per vent'anni ha insegnato Economia e Pubblica amministrazione presso l'Università di Porto Rico. Descriveva sé stesso come un "anarchico filosofico". La sua opera più importante è The Breakdown of Nations (Il crollo delle nazioni).

## Vita e opere
Kohr crebbe in una piccola città dell'Austria, Oberndorf bei Salzburg, che rimase per sempre nella sua mente come l'ideale di comunità. Conseguì il dottorato in legge presso l'Università di Innsbruck e in Scienze politiche presso l'Università di Vienna. Studiò anche economia e teoria politica presso la London School of Economics and Political Science.
Nel 1937, durante la guerra civile spagnola, divenne corrispondente free-lance. In Spagna, Kohr rimase profondamente colpito dagli stati autonomi come la Catalogna e l'Aragona o come le città stato anarchiche di Alcoy e di Caspe. In quel periodo divenne amico e si trovò a lavorare con George Orwell, Ernest Hemingway, André Malraux.
Nel 1938, Kohr fuggì dall'Austria, dopo l'annessione alla Germania nazista, ed emigrò negli Stati Uniti, di cui prese la cittadinanza.
Dal 1943 al 1955 Kohr insegnò economia e filosofia politica nel New Jersey presso la Rutgers University. Mentre dal 1955 al 1973 insegnò Economia e della Pubblica amministrazione presso l'Università di Porto Rico. A San Juan, Kohr sviluppò il suo concetto di rinnovamento dei villaggi e di moderazione del traffico, partecipando anche al movimento per l'indipendenza della vicina isola di Anguilla.
Dopo molti rifiuti ricevuti, da parte di editori americani e inglesi, riuscì a pubblicare in Gran Bretagna, nel 1957, il suo primo libro The Breakdown of Nations, a seguito di un incontro casuale con l'anarchico britannico Herbert Read.
Nel 1973 Kohr si trasferì da Porto Rico nel Galles, sostenendo e appoggiando il movimento di indipendenza gallese. Insegnò filosofia politica presso l'Aberystwyth University. Dopo il ritiro dall'attività didattica Kohr divise il suo tempo tra Gloucester e Hellbrunn, nei pressi di Salisburgo.
Nel 1983, Kohr ricevette a Stoccolma il Right Livelihood Award, da molti considerato il Premio Nobel alternativo, per la sua "iniziale ispirazione del movimento per una dimensione umana". Nel 1984 fondò a Salisburgo l'Accademia Leopold Kohr e l'Associazione Culturale "Tauriska", al fine di mettere in pratica le sue teorie sulle autonomie regionali.
Kohr, quando morì nel 1994, aveva intenzione di tornare a vivere nel suo paese natale, Oberndorf, dove fu sepolto.
Kohr era un conversatore affascinante e spiritoso, un elegante demistificatore di luoghi comuni. Ivan Illich lo descrisse come "un buffo uccello: umile, extralucido, divertente e incisivo".

## Pensiero
Kohr si definiva un "anarchico filosofico ". Il suo pensiero prende le mosse dalla critica al "culto della grandezza" e alla crescita economica, critica dalla quale parte per elaborare il concetto di "dimensione umana" e di vita in piccole comunità. La sua morfologia sociale prende le mosse soprattutto dal concetto di proporzionalità.
Nella sua opera più importante, Il crollo delle nazioni (The Breakdown of Nations), pubblicata in Italia nel 1960 nelle Edizioni di Comunità di Adriano Olivetti, Kohr analizza le cause della miseria sociale ed elabora una teoria economico-politica delle dimensioni. Più uno Stato è grande, più la vita dei suoi cittadini sarà interessata da povertà e miseria. Considerazioni che valgono anche nei rapporti reciproci tra gli stati: stati troppo grandi saranno naturalmente portati alla guerra e alla lotta per il predominio assoluto. Kohr propone un federalismo "proporzionale", caratterizzato dal protagonismo delle piccole comunità, le uniche in grado di esercitare un controllo sociale effettivo. Concezione che porterà Kohr a proporre lo scioglimento delle grandi potenze internazionali.
Egli scrisse nel suo libro:
La causa di tutte le forme di miseria sociale è una sola: la grandezza … La grandezza, ovvero sia il raggiungimento di dimensioni eccessive, non rappresenta uno dei tanti problemi sociali, ma costituisce il solo ed unico problema dell'universo … Se le stelle del cielo o gli atomi di uranio si disintegrano in una esplosione spontanea, ciò avviene non perché la sostanza di questi corpi abbia perduto il suo equilibrio, ma perché essa ha cercato di espandersi eccessivamente, superando quegli invalicabili limiti che circoscrivono ogni incremento di materia. Se il corpo umano si ammala ciò è dovuto, come nel caso del cancro, al fatto che una cellula, o un gruppo di cellule, ha incominciato a svilupparsi eccessivamente, oltre gli stretti limiti fissati dalla natura. E se un organismo sociale si lascia prendere dalla febbre dell'aggressione, della brutalità, del collettivismo o della stupidità collettiva, ciò avviene non perché esso sia caduto sotto un cattivo governo o sia colpito da aberrazione mentale, ma perché gli individui – che sono di solito così amabili se presi uno ad uno o in piccoli gruppi – si sono fusi in unità sociali eccessivamente vaste, come le masse proletarie, i grandi sindacati, i cartelli, o le grandi potenze, incominciando quindi a scivolare irreparabilmente verso un'inevitabile catastrofe.
Il pensiero di Kohr è stato una fonte importante di ispirazione per i movimenti indipendentisti , il bioregionalismo e i movimenti anarchici. Ha inoltre influito sul pensiero di Ernst Friedrich Schumacher, che si è ispirato a Kohr per il suo libro Small Is Beautiful.

## Opere
- Customs Unions
- The Breakdown of Nations, 1957 (trad. it. Il crollo delle nazioni, 1960)
- Development Without Aid, (1973)
- The City of Man, (1976)
- The Overdeveloped Nations, (1977)
- The Inner City
- La città a dimensione umana. Pianificazione, bellezza, convivialità nella città policentrica, 1992